# 選挙ドットコム
選挙ドットコム（せんきょドットコム）は、イチニ株式会社が運営する選挙・政治家データベースサイト。

## 概要
自社コーポレートサイトで年間5,600万ページビューを超えると紹介されている。
2021年衆議院総選挙時に、「投票マッチング」という名前でボートマッチサービスを開設。選挙ドットコムとしてボートマッチへの初の取り組みだったが、公開した直後からTwitterトレンド入りを果たすなど話題となった。

## 沿革
- 2006年7月 - 日本インターネット新聞社が『ザ・選挙』としてサービス開始[5]。
- 2010年 - 日本インターネット新聞社が運営から撤退し、『ザ・選挙』の立ち上げ人の一人で顧問の高橋茂が運営を引き継ぐ[6]。
- 2011年3月 - 『ザ選挙』にサイト名を変更。
- 2015年7月 - 選挙ドットコム株式会社に運営譲渡、『選挙ドットコム』に名称変更。
- 2020年3月 - 運営会社の社名を『選挙ドットコム株式会社』から『イチニ株式会社』に変更。

## YouTubeチャンネル
YouTubeに『選挙ドットコムちゃんねる』として週数回、世論調査や政治・選挙関係の話題について投稿している。
主な出演者
- 鈴木邦和（元東京都議会議員・選挙ドットコム編集長）
- 松田馨（選挙プランナー）
- 西田亮介（社会学者）
- 千葉佳織（スピーチライター）
- 津田大介（ジャーナリスト）
- 角谷浩一（ジャーナリスト）
- 畠山理仁（ジャーナリスト）
- 平河エリ（ライター）
- 米重克洋（JX通信社代表取締役）
- 乙武洋匡（作家）
- 豊田真由子（元衆議院議員）
- 菅野志桜里（弁護士）
- 今野忍（朝日新聞・政治部）
- 水内茂幸（産経新聞・デジタル報道部）